# Akın Gazi
Pour les articles homonymes, voir Gazi et Akın.
Akın Gazi, né à Edmonton (Londres) le 15 octobre 1981, est un acteur chypriote turc.

## Filmographie partielle

### Au cinéma
- 2005 : An Eye for a Tooth : Barak
- 2008 : The Convert : Ziah
- 2011 : The Devil's Double de Lee Tamahori : Saad
- 2011 : Or noir (Black Gold de Jean-Jacques Annaud : Saleh
- 2012 : Zero Dark Thirty de Kathryn Bigelow : Interrogator on Monitor
- 2014 : Until I Rise (Desert Dancer) de Richard Raymond : Farid Ghaffarian
- 2014 : The Cut de Fatih Akın  : Hrant
- 2018 : Yardie d'Idris Elba : Arif

### À la télévision
- 2006 : Destination 11 septembre : Owhali (mini-série)
- 2008 : Doctor Who : Carter (épisode La Fille du Docteur)
- 2014-2015 : Da Vinci's Demons : Bayezid (Saison 2, 8 épisodes)
- 2017 : Prison Break : Omar (saison 5)